# Albany (Kentucky)
Albany is een plaats (city) in de Amerikaanse staat Kentucky, en valt bestuurlijk gezien onder Clinton County.

## Demografie
Bij de volkstelling in 2000 werd het aantal inwoners vastgesteld op 2220.
In 2006 is het aantal inwoners door het United States Census Bureau geschat op 2312, een stijging van 92 (4,1%).

## Geografie
Volgens het United States Census Bureau beslaat de plaats een oppervlakte van
8,8 km², geheel bestaande uit land. Albany ligt op ongeveer 293 m boven zeeniveau.

## Plaatsen in de nabije omgeving
De onderstaande figuur toont nabijgelegen plaatsen in een straal van 36 km rond Albany.